# Tsugaru Tsuguakira
Tsugaru Tsuguakira est un nom japonais traditionnel ; le nom de famille (ou le nom d'école), Tsugaru, précède donc le prénom (ou le nom d'artiste).
Tsugaru Tsuguakira (津軽 承昭, 7 septembre 1840-19 juillet 1916) est le 12e daimyō du domaine de Hirosaki au nord de la province de Mutsu dans le Honshū (actuelle préfecture d'Aomori du Japon). Son titre de courtoisie est Tosa-no-kami.

## Biographie
Tsugaru Tsuguakira est le quatrième fils de Hosokawa Narimori, 8e daimyō du domaine d'Uto, domaine secondaire du domaine de Kumamoto dans Kyūshū. Il est marié à la quatrième fille de Tsugaru Yukitsugu, 11e daimyō du domaine de Hirosaki et adopté pour être son héritier en 1857.
Tsuguakira devient daimyō le 17 février 1859 et poursuit la politique de son prédécesseur de modernisation et d'occidentalisation des forces militaires du domaine. Tsuguakira prend ses fonctions au cours de la turbulente période du bakumatsu, durant laquelle le clan Tsugaru se range d'abord du côté des forces pro-impériales de l'alliance Satchō et attaque le proche domaine de Shōnai,. Cependant, les Tsugaru changent rapidement d'allégeance et rejoignent brièvement l'Ōuetsu Reppan Dōmei. Toutefois, pour des raisons encore obscures, les Tsugaru se retirent de l'alliance et rejoignent la cause impériale après quelques mois et participent à plusieurs combats pour la cause impériale pendant la guerre de Boshin, notamment à la bataille de Noheji et à la bataille de Hakodate.
Après la restauration de Meiji et l'abolition du système han, Tsugumichi est nommé gouverneur impérial de Kuroishi, fonction qu'il occupe de 1869 à 1871, époque à laquelle le territoire est absorbé dans la nouvelle préfecture d'Aomori.
Lorsque le nouveau système de noblesse (kazoku) est établi en 1882, il reçoit le titre de hakushaku (comte). Après son retrait de la vie publique, il sert comme directeur du Numéro 15 National Bank (第十五国立銀行, Dai jūgo kokuritsu ginkō). À la fin de sa vie, il est renommé pour ses poèmes waka. Il décède à Tokyo en 1916 et sa tombe se trouve au cimetière Yanaka dans l'arrondissement Taitō-ku.
Tsugaru Tsuguakira n'a pas de fils et adopte le plus jeune fils du noble de cour Konoe Tadafusa, qui prend alors le nom « Tsugaru Hidemaru » (津軽英麿, 1872-1919) pour être son héritier.

## Source de la traduction
- (en) Cet article est partiellement ou en totalité issu de l’article de Wikipédia en anglais intitulé « Tsugaru Tsuguakira » (voir la liste des auteurs).